# Orange dyngskål
Orange dyngskål (Cheilymenia granulata) är en svampart som först beskrevs av Pierre Bulliard (v. 1742–1793), och fick sitt nu gällande namn av J. Moravec 1990. Orange dyngskål ingår i släktet Cheilymenia och familjen Pyronemataceae. Arten är reproducerande i Sverige. Inga underarter finns listade i Catalogue of Life.